# Wilhelm Baumann
Wilhelm Baumann (Berlin, 1912. augusztus 12. – ?, 1990. március 14.) olimpiai bajnok német kézilabdázó.
Részt vett az 1936. évi nyári olimpiai játékokon, amit Berlinben rendeztek. A kézilabdatornán játszott, amit a német válogatott meg is nyert. A csapat veretlenül lett bajnok és mindenkit nagy arányban győztek le.